# Tore Heby
Tore Heby, född 22 april 1933 i Falkenberg, död 16 december 2017, var en svensk konstnär. 
Tore Heby studerade måleri vid Konsthögskolan i Stockholm mellan 1956 och 1961 och skulptur vid École des Beaux-Arts mellan 1965 och 1970. Han blev uppmärksammad i slutet av 1960-talet, bland annat genom det unika krucifix han skapade till Falkenbergs kyrka. Tore Heby var representerad vid samtliga skulpturbiennaler med temat mänskliga former "Formes Humaines" på Musée Rodin i Paris under åren 1970–1982.

## Offentliga verk i urval
- Från stenålder till nutid (1954), elva väggmålningar i tempera, Skaraborgs regemente (P4) i Skövde
- Pojken som åt i kapp med jätten (1955), tempera, Schubergstorpsskolan, Falkenberg
- Skridskodag på Strandflon (1955), oljemålning, äldreboende, Falkenberg
- Ordet (1961), oljemålning, Halmstads församlingshem
- Syndafallet (1966) patinerad träskulptur, Hallands Konstmuseum
- Sagan om Ätran (1968), relief i ek, Tångaskolan, Falkenberg
- ”Fader, i dina händer befaller  jag min ande”, Luk 23:46  (1971), krucifix i bok, Falkenbergs kyrka
- Dansen (1971), skulptur i ceder, Falkenbergs stadshus
- Syskon (1972), skulptur i det afrikanska träslaget iroko, Hallands sjukhus Varberg
- Himlajord (1977), monument i Bohusgranit över Gustav Löfgren, vid entrén till Falkenbergs stadshus
- Sorg (1978), skulptur i brons, Minneslunden, Sankt Jörgens kyrkogård, Varberg
- Jesus uppväcker Jairus 12-åriga dotter från de döda (1979) Mark 5:21-43, predikstol i ask, senare även altarring, Sankt Laurentii kyrka, Falkenberg
- Lek med hund (1979), skulptur i brons, Riksbyggen, Kärrets väg, Falkenberg
- Pernilla (1988), skulptur i granit, Gislows dagcenter, Gislaved.
- Skrivtecknens historia (1991), skulptur i Vångagranit, utanför Tvååkers bibliotek
- Kvinnliga fredskämpar (2012), skulptur i granit, Kvinnominne, Näsåker i Ångermanland

## Bildgalleri

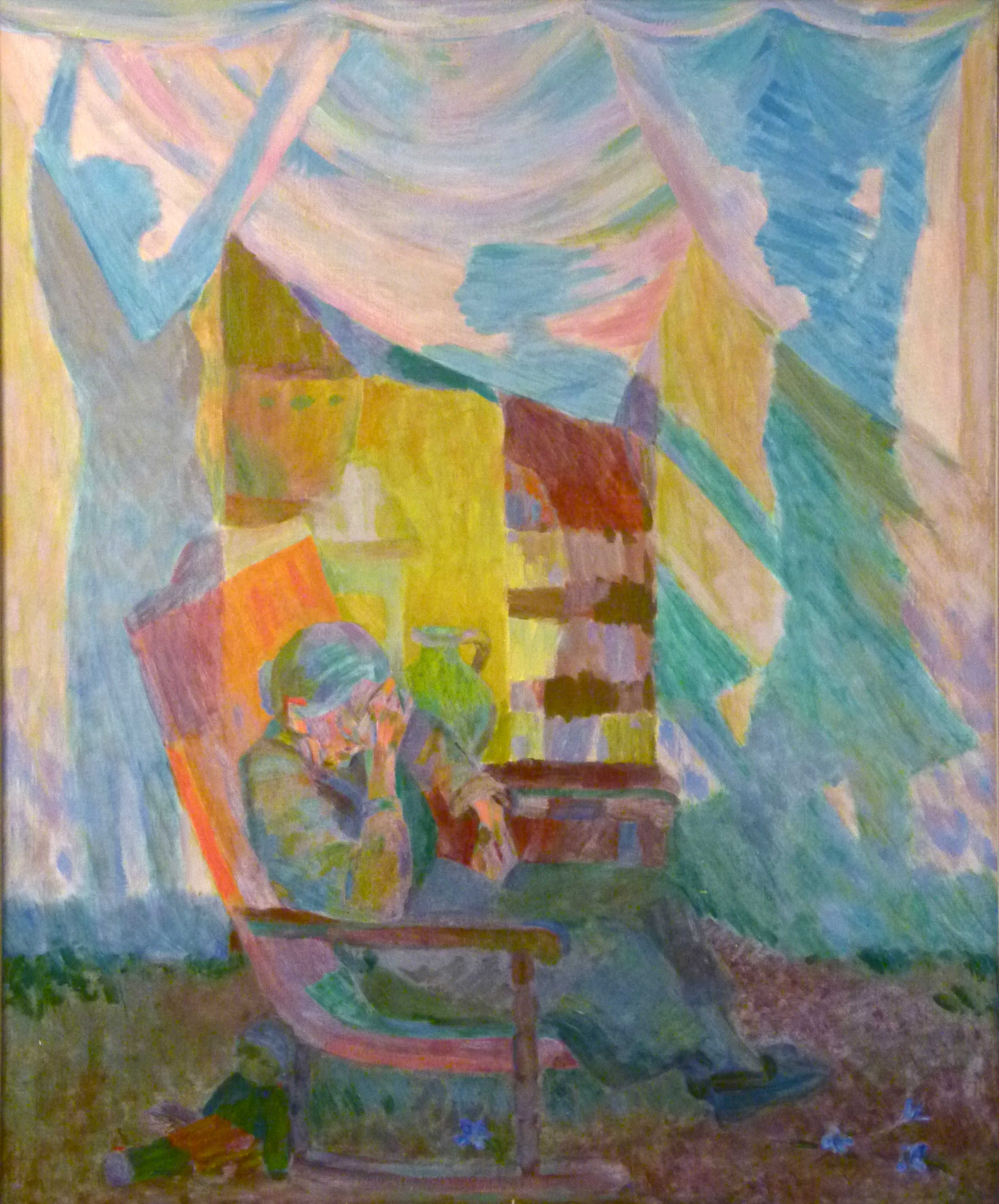
Gammal tvätterska från Alcalá de Guadeira, Spanien
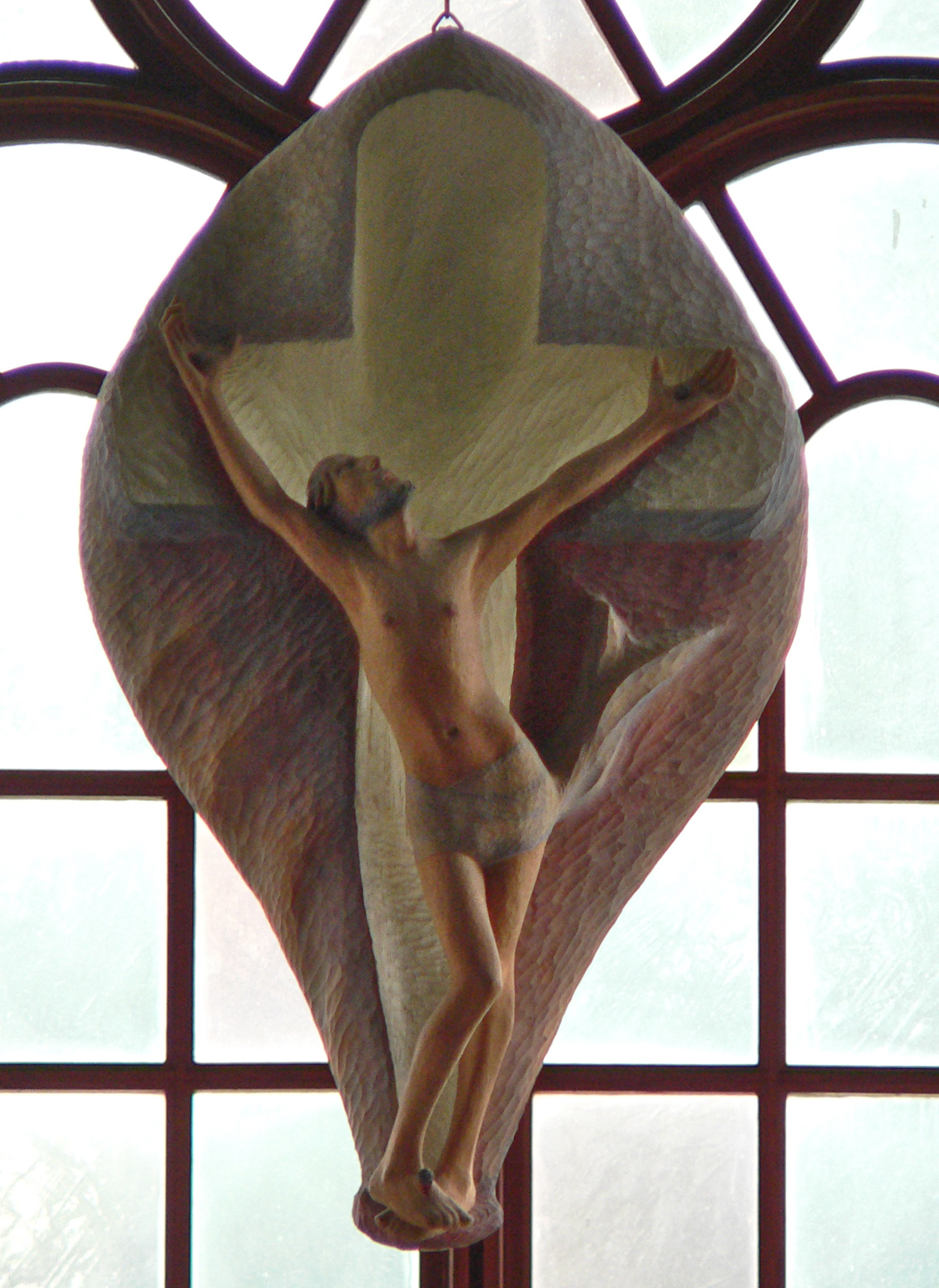
Krucifix i Falkenbergs kyrka
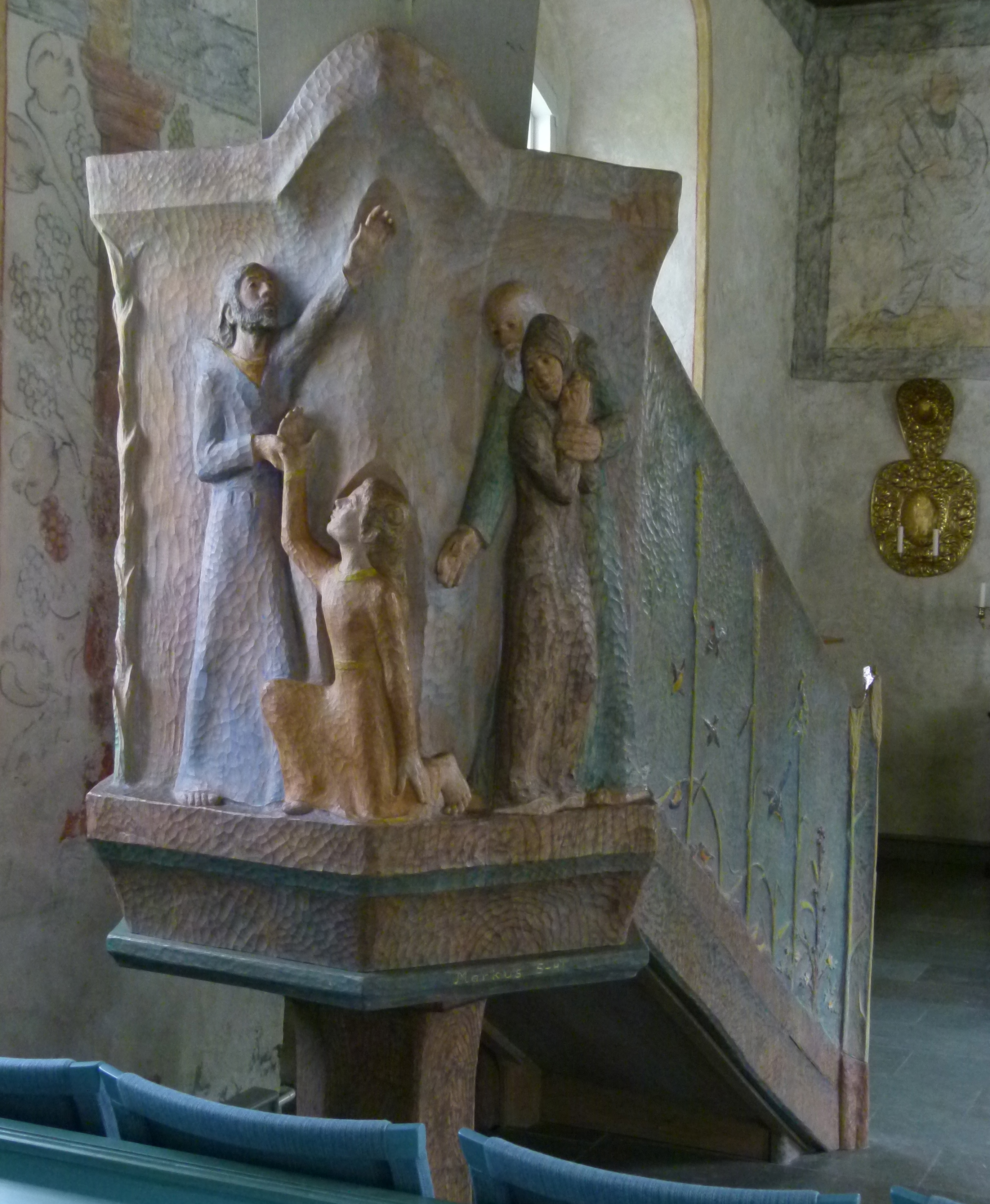
Predikstolen i Sankt Laurentii kyrka, Falkenberg
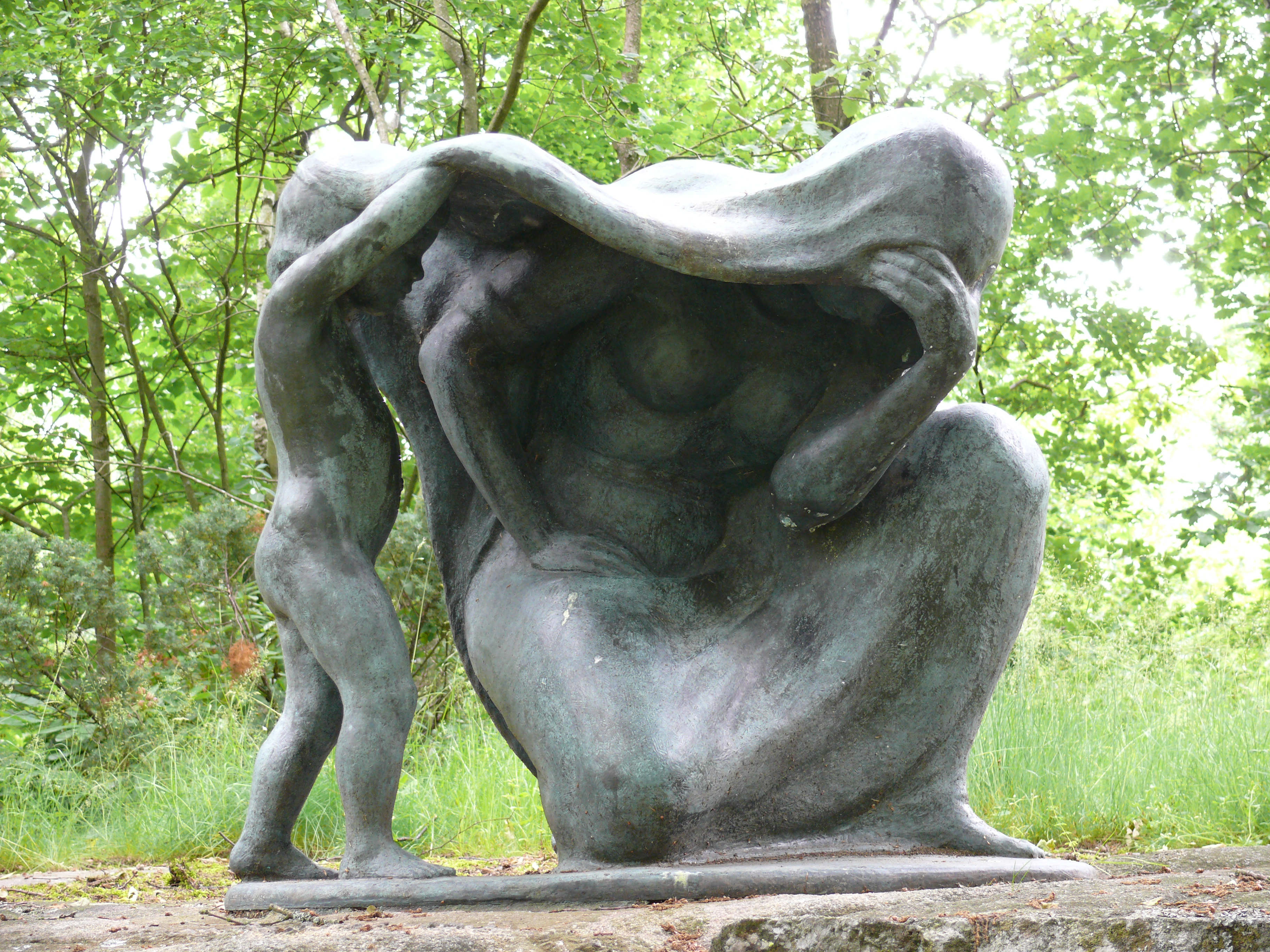
Sorg. Skulptur i brons på S:t Jörgens kyrkogård i Varberg